# Saint-Rémy, Ain
Saint-Rémy là một xã ở tỉnh Ain, vùng Auvergne-Rhône-Alpes thuộc miền đông nước Pháp.